# Vanuatu
Vanuatu, officieel de Republiek Vanuatu, (Bislama: Ripablik Blong Vanuatu, Engels: Republic of Vanuatu, Frans: République de Vanuatu) is een eilandengroep in Oceanië die sinds 30 juli 1980 een onafhankelijk land is. Voorheen stond het bekend als de Nieuwe Hebriden, een Frans-Brits condominium. Vanuatu ligt in Melanesië ten oosten van de Koraalzee-eilanden, ten zuiden van de Salomonseilanden, ten westen van Fiji en ten noorden van Nieuw-Caledonië.

## Geschiedenis

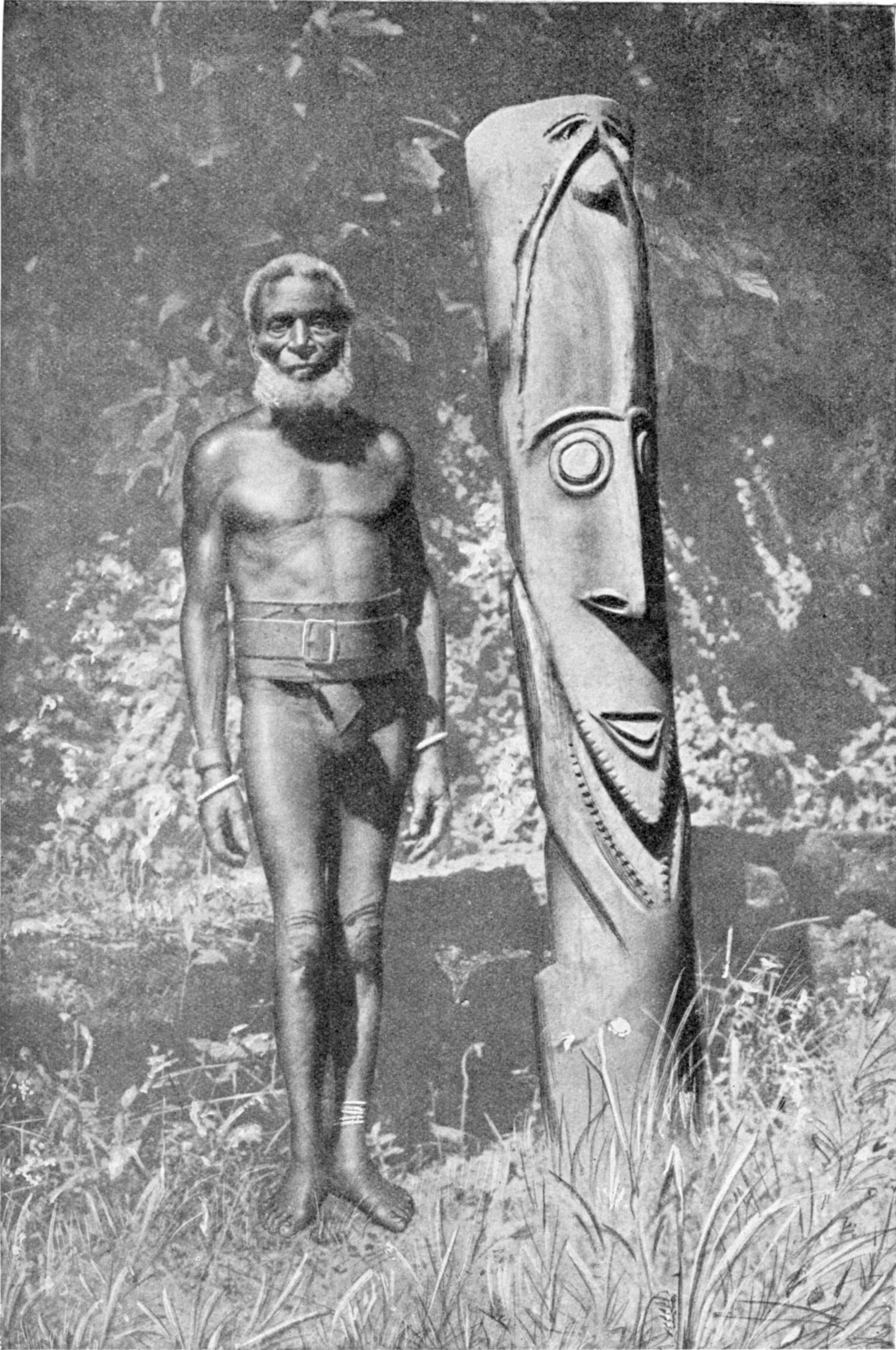
Foto van beeldhouwer van het eiland Ambrym uit ca. 1920.

De eerste sporen van bewoning, door mensen van de Lapitacultuur, dateren van 2000 v.Chr. 
De ontdekking van de eilanden door de Europeanen wordt toegeschreven aan de Portugese zeevaarder Pedro Fernandes de Queirós in 1606. Daarna kwamen de Europeanen niet meer terug tot het jaar 1768, toen de Franse zeevaarder Louis Antoine de Bougainville de eilanden herontdekte. James Cook noemde de eilanden in 1774 de Nieuwe Hebriden, een naam die aanbleef tot de onafhankelijkheid.
In 1825 leidde de ontdekking van sandelhout op het eiland Erromango tot een rush die aanhield tot een botsing tussen de geïmmigreerde Polynesische arbeiders en de inheemse Melanesiërs in 1830. Tussen 1863 en 1906 zijn uit het hele gebied waarin Vanuatu ligt −en toen de Nieuwe Hebriden heette− ongeveer 40.000 bewoners als dwangarbeiders naar Queensland (Australië) getransporteerd om daar te werken op suikerriet- en katoenplantages. Nog eens 10.000 zijn zo naar andere gebieden verscheept zoals de nikkelmijnen op Nieuw Caledonië. Deze praktijk heet in het Engels "blackbirding". Op een gegeven moment werkte meer dan de helft van de volwassen mannen in het buitenland. Er kwamen ook kolonisten naar de Nieuwe Hebriden om katoenplantages op te zetten. Toen internationaal de katoenprijzen instortten, ging men over op koffie, cacao, bananen en, met het meeste succes, kokosnoten. Aanvankelijk waren het voornamelijk Britse kolonisten die naar de Nieuwe Hebriden kwamen, maar door de instelling van de Caledonische Compagnie van de Nieuwe Hebriden, kwamen er al snel ook veel Franse kolonisten. Rond de eeuwwisseling waren er twee keer zoveel Franse als Britse kolonisten.
De komst van de Franse en Britse kolonisten op de eilanden bracht zowel het Verenigd Koninkrijk als Frankrijk op de gedachte het land gewoon te annexeren, maar in 1906 werden de Nieuwe Hebriden omgevormd tot een Brits-Frans condominium: de eilanden werden door zowel Frankrijk als het Verenigd Koninkrijk bestuurd, een unieke vorm van bestuur. De problemen voor deze vorm van bestuur kwamen in de jaren veertig. De komst van de Amerikanen tijdens de Tweede Wereldoorlog, met hun informele gedrag en relatieve rijkdom, zorgde voor de opkomst van het nationalisme op de eilanden en in de jaren zestig ontstond de vraag vanuit de bevolking naar onafhankelijkheid. Na democratische verkiezingen werd Vanuatu op 30 juli 1980 onafhankelijk. Het land werd vervolgens in 1981 lid van de Verenigde Naties en in 1983 van de Organisatie van Niet-gebonden Landen.
In de jaren negentig ontstond er politieke instabiliteit die leidde tot een verdere decentralisatie van de overheid.

## Klimaatverandering
Vanuatu behoort tot de landen die wereldwijd het meest kwetsbaar zijn voor de gevolgen van klimaatverandering. Door de ligging van de eilandengroep in de tropische Stille Oceaan worden de eilanden regelmatig getroffen door tropische cyclonen, hevige regenval, overstromingen en zeespiegelstijging. Deze natuurlijke bedreigingen hebben niet alleen een directe impact op de bevolking, maar vormen ook een risico voor infrastructuur, landbouw en de toegang tot schoon drinkwater.
De regering van Vanuatu erkent klimaatverandering als een existentiële bedreiging en heeft het onderwerp hoog op de politieke agenda geplaatst. Het land is actief betrokken bij internationale klimaatonderhandelingen en roept al jaren op tot versterkte mondiale actie, met name van landen met hoge uitstoot. Intern werkt Vanuatu aan strategieën voor klimaatadaptatie en rampenrisicovermindering, zoals het versterken van de kustverdediging, het herloceren van kwetsbare gemeenschappen en het stimuleren van duurzaam landgebruik.

## Politiek
Vanuatu heeft een republikeins politiek systeem met aan het hoofd een president die voornamelijk ceremoniële macht heeft. Deze wordt voor vijf jaar gekozen door een tweederdemeerderheid in een kiescollege, dat bestaat uit leden van het parlement en de presidenten van de regionale raden. De president kan afgezet worden door het kiescollege wegens wangedrag of onbekwaamheid. De premier, die aan het hoofd staat van de regering, wordt gekozen door het parlement. De premier wijst op zijn beurt de ministerraad aan, waarvan het aantal leden niet mag uitstijgen boven een kwart van het aantal parlementariërs. De premier vormt met de ministerraad de regering.
Vanuatu heeft een eenkamerparlement van 52 leden. Zij worden elke vier jaar door de bevolking gekozen. De leden van de Malvatu Mauri (de nationale raad van opperhoofden) worden door de raden van de districten gekozen. De Malvatu Mauri adviseert de regering over alle zaken die betrekking hebben op de cultuur en taal van de inheemse bevolking. De overheid en de samenleving van Vanuatu worden door een taalbarrière (tussen het Frans en het Engels) verdeeld, waardoor het vormen van coalitieregeringen vaak problematisch is.
De hoge raad bestaat uit een hoogste rechter en drie andere rechters. Twee of meer leden van dit hof kunnen een hof van cassatie vormen. De kantonrechters behandelen de meest routinematige zaken. De rechtspraak is gebaseerd op de Britse wet.

## Bestuurlijke indeling
Sinds 1994 is Vanuatu onderverdeeld in zes provincies:
- Malampa
- Penama
- Sanma
- Shefa
- Tafea
- Torba

De provincies zijn verder onderverdeeld in gemeenten.

## Geografie
Vanuatu bestaat uit een archipel van 83 eilanden, waarvan er twee, Matthew- en Huntereiland ook geclaimd worden door het Franse overzeese gebiedsdeel Nieuw-Caledonië. Van alle 83 eilanden, hebben er veertien een oppervlakte die groter is dan 100 vierkante kilometer. Deze veertien grootste eilanden zijn:
- Espiritu Santo 3956 km²
- Malakula 2041 km²
- Efate 900 km²
- Erromango 888 km²
- Ambrym 678 km²
- Tanna 555 km²
- Pentecost 491 km²
- Epi 445 km²
- Ambae 402 km²
- Vanua Lava 334 km²
- Santa Maria (Gaua) 328 km²
- Maewo 304 km²
- Malo 180 km²
- Anatom 159 km²

De meeste eilanden zijn bergachtig en zijn van vulkanische oorsprong met een tropisch of subtropisch klimaat. De grootste plaatsen in Vanuatu zijn de hoofdstad Port Vila, gelegen op Éfaté, en de plaats Luganville op het eiland Espiritu Santo. Het hoogste punt in Vanuatu is de Mount Tabwemasana (1879 meter) op het eiland Espiritu Santo. Er zijn verschillende actieve vulkanen, waaronder de Lopevi en diverse vulkanen onderwater. Vanwege deze vulkanen is er een constant gevaar van een eruptie, waarvan de laatste uit 1945 stamt. Er valt gemiddeld 2360 mm regen per jaar, maar op de noordelijke eilanden valt met 4000 mm veel meer neerslag.

## Economie
De economie is voornamelijk gebaseerd op kleinschalige landbouw, waarmee 65% van de bevolking in zijn levensonderhoud voorziet. Visserij, financiële dienstverlening en toerisme zijn de andere steunpilaren van de economie. De aanwezige mineraalafzettingen zijn verwaarloosbaar en er is geen aardolie of aardgas. De beperkte lichte industrie voorziet in de behoefte van de lokale bevolking. De belastinginkomsten komen voornamelijk van importheffingen en een 12,5% omzetbelasting op goederen en diensten. De economische groei wordt belemmerd door de afhankelijkheid van relatief weinig exportgoederen, de kwetsbaarheid voor natuurlijke rampen, en de grote afstanden tussen de verschillende eilanden. Een hevige aardbeving in 1999, gevolgd door een tsunami, bracht aanzienlijk schade toe aan het noorden van het eiland Pentecost en maakte duizenden mensen dakloos. Een andere krachtige aardbeving in januari 2002 richtte veel schade aan in de hoofdstad Port Vila en omliggende gebieden en werd ook gevolgd door een tsunami.
Het bnp steeg in de jaren negentig gemiddeld minder dan 3%. In het jaar 2002 verhoogde de regering de inspanningen om het toerisme te laten groeien. Australië en Nieuw-Zeeland zijn de hoofdleveranciers van buitenlandse hulp aan Vanuatu. Vanuatu is een belastingparadijs dat geen informatie over rekeningen doorgeeft aan andere regeringen en andere instellingen. Vanuit het buitenland wordt druk uitgeoefend op Vanuatu om zich te houden aan internationale normen om de doorzichtigheid in dat opzicht te verbeteren. Vanuatu kent geen inkomstenbelasting, geen belasting op kapitale goederen en geen successierecht. Bedrijven zoals Kazaa en WinMX hebben ervoor gekozen om zich te vestigen in Vanuatu om diverse wetgevingen te omzeilen.

## Demografie
Vanuatu heeft een bevolkingsaantal van 298.333 (2020) inwoners. De meesten daarvan wonen op het platteland, alhoewel Port Vila en Luganville wel enkele tienduizenden inwoners hebben. De meeste inwoners van Vanuatu (98,5%) zijn inheemse Melanesiërs, ofwel Ni-Vanuatu. Verder wonen er Europeanen, Aziaten en mensen die afkomstig zijn van andere eilanden in de Stille Oceaan. Ongeveer 2.000 Ni-Vanuatu wonen en werken in Nieuw-Caledonië.
Er zijn drie officiële talen in Vanuatu, te weten: Engels, Frans en Bislama - een pidgin, beïnvloed door het Engels en het Frans en talen uit het zuiden van Vanuatu. Daarnaast worden nog ruim honderd lokale talen gesproken op de verschillende eilanden. Het aantal talen per hoofd van de bevolking is in Vanuatu dan ook hoger dan in elk ander land ter wereld. Met 110 talen op 220.000 inwoners ligt het gemiddelde aantal sprekers per taal rond de 2000 sprekers. Alle inheemse talen zijn Austronesische talen.
Het christendom is de belangrijkste religie in Vanuatu, bestaande uit verschillende kerkgenootschappen. De Presbyteriaanse Kerk is daarvan de grootste, met een derde deel van de bevolking als aanhang. Daarna volgen de Rooms-Katholieke Kerk en de Anglicaanse Kerk, met elk 15% van de bevolking. Andere christelijke kerkgenootschappen zijn de zevendedagsadventisten en de Kerk van Christus. Vanwege de moderne goederen die meekwamen met de soldaten in de Tweede Wereldoorlog, ontstonden er diverse cargocultussen. Hiervan stierven er velen weer uit, maar de John Frum-cultus op Tanna is nog altijd groot.

## Cultuur

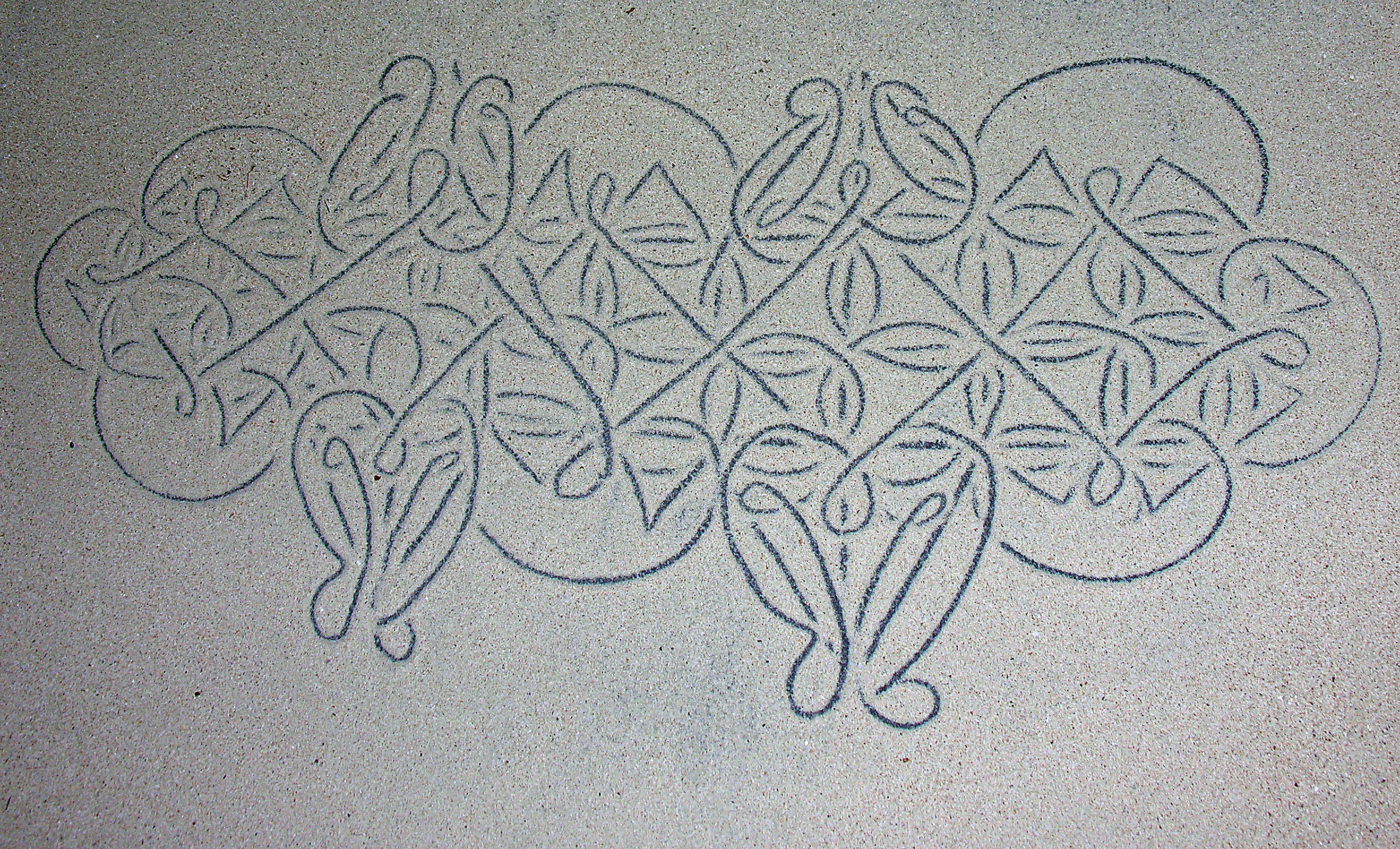
De rituele zandtekeningen van Vanuatu staan op de lijst van Meesterwerken van het Orale en Immateriële Erfgoed van de Mensheid

De cultuur van Vanuatu heeft een grote diversiteit behouden, vanwege lokale variaties en buitenlandse invloeden. Vanuatu kan onderverdeeld worden in drie belangrijke cultuurgebieden:
- Het noorden, waar rijkdom wordt gezien als hoeveel men weg kan geven (vooral varkens, die in heel Vanuatu worden gezien als een symbool voor rijkdom);
- Het midden, waar de traditionelere Melanesische cultuur domineert;
- Het zuiden, waar zich een systeem heeft ontwikkeld van het toekennen van titels, die worden geassocieerd met privileges.

Jonge mannen moeten verschillende ceremonies ondergaan om hen voor te bereiden op de volwassenheid, gewoonlijk met een besnijdenis. Bezoekers van Vanuatu worden aangemoedigd om ingetogenheid en beleefdheid te tonen en zich op een respectvolle wijze te kleden. De muziekindustrie in Vanuatu groeide snel in de jaren negentig en diverse bands hebben een kenmerkende Vanuatuaanse identiteit gesmeed. In Port Villa en twee andere centra zijn afdelingen gevestigd van de Universiteit van de Zuidelijke Grote Oceaan, een onderwijsinstelling die gezamenlijk beheerd wordt door twaalf landen in de Stille Oceaan. Op Vanuatu bevindt zich de enige rechtenfaculteit van de universiteit.

## Klimaatverandering
Het land wordt sterk bedreigd door klimaatverandering. Hierdoor stijgt de zeespiegel en veranderen de aard en frequentie van tropische cyclonen in ongunstige zin. Het land is actief om deze problemen op wereldschaal onder de aandacht te brengen.
In november 2024 maakte het land een rechtszaak aanhangig bij het Internationaal Gerechtshof in Den Haag. In deze zaak werd gekeken welke verplichtingen landen hebben om klimaatverandering tegen te gaan. Het eiland wil ook duidelijk krijgen wat de juridische gevolgen zijn als landen niet genoeg doen om de uitstoot van broeikasgassen te verminderen. De vijftien rechters van het hof bogen zich over twee vragen. De eerste is: welke verplichtingen hebben VN-lidstaten volgens het internationaal recht om andere lidstaten én toekomstige generaties te beschermen voor de desastreuze klimaatverandering? En als lidstaten veel broeikasgassen blijven uitstoten en niet genoeg actie ondernemen om dit te verminderen, wat zijn dan de juridische gevolgen? Er werd speciaal gekeken naar de gevolgen van klimaatverandering voor kwetsbare landen, zoals kleine eilandstaten. 
Op 23 juli 2025 stelde het Internationaal Gerechtshof in haar advies dat landen het klimaat moeten beschermen om burgers een schone, gezonde en duurzame leefomgeving te garanderen. Ook stelde het hof dat indien landen tekortschieten in het nakomen van die verplichtingen, andere landen die te maken krijgen met de negatieve gevolgen van die klimaatverandering herstelbetalingen kunnen eisen.

## Trivia
- In 2006 benoemde de New Economics Foundation Vanuatu als het gelukkigste land om te leven uit een lijst van 178 landen. Vanuatu heeft namelijk de hoogste Happy Planet Index.
- In 1993 heeft de president van Vanuatu, Ati George Sokomanu, een golfbaan laten aanleggen. Hier wordt ieder jaar het Vanuatu Open gespeeld.
- In 2003 opende bij Hideaway Island, vlak bij Port Vila, het eerste onderwaterpostkantoor ter wereld. Aan wal zijn speciale waterbestendige briefkaarten te koop. Het postkantoor ligt op slechts 50 meter vanaf het strand en is slechts een uur per dag geopend, tenzij er een cruiseschip binnenloopt.

- Biblioteca Nacional de España: XX4908152
- Bibliothèque nationale de France: cb11879409h (data)
- Gemeinsame Normdatei: 4062334-8
- International Standard Name Identifier: 0000 0001 2172 6191
- KulturNav: 1f3168c5-b1d6-434b-8c56-ab9744f39b12
- Library of Congress Control Number: n81088147
- MusicBrainz: c2021af8-7645-3f38-aa1b-ada0a13d4faf
- National Archives and Records Administration: 10035720
- Bibliotheek van het Japanse parlement: 00575937
- Nationale Bibliotheek van Tsjechië: ge134562
- Nationale bibliotheek van Australië: 35322070
- Nationale Bibliotheek van Israël: 987007550518105171
- LIBRIS: 162079
- Système universitaire de documentation: 026572567
- Virtual International Authority File: 142471172
- WorldCat: E39PBJvhrQ8PGtxP9VWJFKth73

Antigua en Barbuda ·
Australië ·
Bahama's ·
Bangladesh ·
Barbados ·
Belize ·
Botswana ·
Brunei ·
Canada ·
Cyprus · 
Dominica ·
Fiji ·
Ghana ·
Grenada ·
Guyana ·
India ·
Jamaica ·
Kameroen ·
Kenia ·
Kiribati ·
Lesotho ·
Malawi ·
Maleisië ·
Malta ·
Mauritius ·
Mozambique ·
Namibië ·
Nauru ·
Nieuw-Zeeland ·
Nigeria ·
Oeganda ·
Pakistan ·
Papoea-Nieuw-Guinea ·
Rwanda ·
Saint Kitts en Nevis ·
Saint Lucia ·
Saint Vincent en de Grenadines ·
Salomonseilanden ·
Samoa ·
Seychellen ·
Sierra Leone ·
Singapore ·
Sri Lanka ·
Swaziland ·
Tanzania ·
Tonga ·
Trinidad en Tobago ·
Tuvalu ·
Vanuatu ·
Verenigd Koninkrijk ·
Zambia ·
Zuid-Afrika